# Megalopolis
Megalopolis er en amerikansk film fra 2024 af Francis Ford Coppola.

## Medvirkende
- Adam Driver som Cesar Catilina
- Giancarlo Esposito som Mayor Franklyn Cicero
- Nathalie Emmanuel som Julia Cicero
- Aubrey Plaza som Wow Platinum
- Shia LaBeouf som Clodio Pulcher
- Jon Voight som Hamilton Crassus III
- Jason Schwartzman som Jason Zanderz